# جیمز جنتل
جیمز جنتل (انگلیسی: James Gentle؛ ۲۱ ژوئیهٔ ۱۹۰۴ – ۲۲ مهٔ ۱۹۸۶) یک بازیکن فوتبال اهل ایالات متحده آمریکا بود.
وی همچنین در تیم ملی فوتبال ایالات متحده آمریکا بازی کرده‌است.